# Novembre 1912

## Événements
- Berlin appuie Vienne dans les questions balkaniques.

- 3 novembre : accord russo-mongol conclu à Ourga. La Russie reconnaît prudemment l’autonomie de la Mongolie et obtient des concessions commerciales.

- 5 novembre : élection de Woodrow Wilson comme président des États-Unis.

- 12 novembre[1] : création d’un Service de l’Enseignement en AOF, dirigé par le gouverneur général, assisté d’un inspecteur de l’enseignement.

- 18 novembre  : le Belge F. Lescarts effectue le premier vol en avion en Afrique centrale (Élizabethville, aujourd'hui Lubumbashi, Congo belge)

- 21 novembre : les Turcs sont vaincus par les Bulgares lors d'un combat au large de Varna.

- 27 novembre : traité de Madrid entre l’Espagne et la France pour le partage du Maroc. Tanger obtient un régime particulier.

- 28 novembre : Ismaël Kemal Vlorë proclame l'indépendance de l'Albanie dans la ville de Vlora.

- 30 novembre, Canada : érection du Diocèse catholique de Calgary.

## Naissances
- 2 novembre : James Bickford, bobeur américain († 3 octobre 1989).
- 12 novembre : Bernardino Echeverría Ruiz, cardinal équatorien, franciscain et archevêque de Guayaquil († 6 avril 2000).
- 16 novembre : Richard Spink Bowles, lieutenant-gouverneur du Manitoba († 9 juillet 1988).
- 20 novembre : Otto de Habsbourg, archiduc d'Autriche († 4 juillet 2011).
- 23 novembre : Manolo Bienvenida, matador espagnol († 31 août 1938).
- 24 novembre :
  - François Neuville, coureur cycliste belge († 12 avril 1986).
  - Teddy Wilson, pianiste de jazz américain († 31 juillet 1986).
- 27 novembre : Dina Cocea, actrice de théâtre roumaine († 28 octobre 2008).
- 29 novembre : Viola Smith, musicienne américaine († 21 octobre 2020).

## Décès
- 10 novembre : Louis Cyr, homme fort.
- 26 novembre : 
  - Henri Paillard, graveur, illustrateur et peintre français (° 6 mai 1846).
  - Lemuel Cambridge Owen, premier ministre de l'Île-du-Prince-Édouard.